# Cirurgia da mão
Cirurgia da mão é uma especialidade médica que se ocupa da prevenção, diagnóstico, tratamento e reabilitação das patologias que acometem as mãos.

## A História da Especialidade
Durante a Segunda Guerra Mundial percebeu-se a necessidade de um profissional que dominasse a anatomia do membro superior e conhecesse técnicas da Ortopedia, Cirurgia Plástica, Cirurgia Vascular e Neurocirurgia para cuidar das mãos dos feridos. Motivada por essa necessidade, foi fundada a Sociedade Americana de Cirurgia da Mão em 1946. A Sociedade Brasileira de Cirurgia da Mão foi criada em 1959 e em 1983 a  Cirurgia da Mão tornou-se especialidade médica no Brasil.

## A Formação do Especialista
Além dos seis anos de faculdade de medicina em regime quase integral, o Cirurgião da Mão necessita de 5 a 7 anos de especialização para sua formação. Estão qualificados para realizar o exame de título da Sociedade Brasileira de Cirurgia da Mão (SBCM) os Ortopedistas ou Cirurgiões Plásticos que cursarem Residência Médica de Cirurgia da Mão (com duração de dois anos) nos locais credenciados pela sociedade. 

## As Áreas de Atuação do Especialista
O campo de atuação do Cirurgião de Mão é bastante amplo e incluiu a prevenção, o diagnóstico e o tratamento de diversos tipos de lesões: congênitas, cutâneas, tendíneas, ósseas, neurológicas, vasculares, tumorais, degenerativas, infecciosas, inflamatórias, reumatológicas, síndromes dolorosas, doenças profissionais e esportivas.
A mão é um órgão sensitivo-motor que possui 37 articulações interligadas como engrenagens de um relógio, que apesar de pequenas, são fortes e precisas. Além dos componentes ósseos e cartilaginosos, a mão é provida de inúmeros ligamentos, músculos, nervos e tendões que também estão sujeitos a traumas graves e diversos tipos de doenças. O minucioso conhecimento da anatomia e do funcionamento de todas estas estruturas é necessário para o diagnóstico e tratamento das lesões.
O Cirurgião da Mão está apto para atuar em todo o membro superior, incluindo problemas que acometam os ombros, cotovelos, antebraços, punhos e mãos. No entanto, com o desenvolvimento de uma área de atuação da ortopedia: a Cirurgia de Ombro e Cotovelo, o Cirurgião da Mão têm atuado menos nas doenças dos ombros.
Por atuar na exploração dos nervos periféricos – estruturas que dão a função sensitiva e motora para os quarto membros, esse especialista também atua nos membros inferiores. Os reimplantes e retalhos microcirúrgicos também podem ser executados nos quatro membros. 
Para o Cirurgião de Mão realizar uma microcirurgia, métodos de magnificação das imagens são utilizados, como o uso de lupas ou microscópios. Instrumentais especiais (e geralmente caros) também são utilizados para manipulação dessas pequenas estruturas como vasos e nervos. Quando em uso do microscópio, mínimos movimentos de suas mãos podem ser convertidos em movimentos rápidos ou bruscos demais e até a respiração tem que ser controlada, para se evitar tremores. Mesmo trabalhando com esta dificuldade óptica, o cirurgião tem que ser eficiente e rápido. 
Algumas microcirurgias duram dez a doze horas, em decorrência da complexidade das mesmas. Se após uma difícil sutura de um vaso, o microcirurgião perceber que o sangue está circulando de forma precária, todo o trabalho é desfeito e novamente refeito, até que fique praticamente perfeito. O Cirurgião de Mão tem que ser persistente, principalmente nos dias de cansaço ou sono perdido.

## A Importância da Especialidade
O homem moderno é bastante dependente das atividades manuais para escrever, digitar, expressar-se através da música, pintura, artesanato, para cuidar de si, locomover-se e trabalhar. Todas estas atividades expõem as mãos a traumatismos, daí o motivo pelo qual a mão e punho serem a parte do corpo com a maior frequência de atendimentos nos prontos-socorros.  Um estudo realizado por Michno em um período de 14 anos mostrou que 49% das fraturas atendidas em Pronto Socorro ocorreram em mãos ou antebraços. 
Vivemos uma verdadeira epidemia de traumas, seja através dos acidentes de trânsito, violência ou acidentes de trabalho. Furtado e colaboradores publicaram o perfil dos atendimentos de uma emergência em Recife no ano de 2001 e os atendimentos ortopédicos ficaram em primeiro lugar (36,1%), seguidos pela Clinica Médica (25%) e Clínica Cirúrgica (15%).
Considerando apenas as fraturas expostas, um estudo realizado no interior de São Paulo apontou uma incidência de 38,2% para as fraturas de antebraço e mão, fazendo frente às fraturas de tibia (36%), bastante prevalentes nos acidentes motociclísticos.
Com relação aos acidentes de trabalho, no último Anuário Estatístico do Ministério da Previdência Social disponível para consulta na internet - referente a 2011, consta que os ferimentos e fraturas do punho e da mão são as duas primeiras causas de afastamento do trabalho, com 17,2% do total de casos. A parte do corpo com maior incidência de acidentes de trabalho de motivo típico foi a mão, com 39,2% dos casos. 
O Ministério da Saúde emitiu em 18 de setembro de 1998, a portaria nº 3642, que determina que no “sistema estadual de referência hospitalar em atendimento de urgências e emergências, exista especialista em Cirurgia da Mão, de acordo com a disponibilidade de cada Estado”. Esta portaria é um reconhecimento da necessidade desta especialidade para o primeiro atendimento dos traumas de mão. 
Progressivamente, a classe médica e a sociedade brasileira estão conhecendo a especialidade, e a Sociedade Brasileira de Cirurgia da Mão tem um papel muito importante neste processo de divulgação.